# Rue Aiólou
La rue Aiólou est une rue piétonne du centre historique d'Athènes.

## Situation et accès
Elle part de la rue Pelopídas non loin de la Tour des Vents (d'où son nom associé aux divinités des vents) et remonte en direction du nord jusqu'à la rue Panepistimíou, à deux pas de la place Omónia. Cette voie se prolonge sur la rue Patissíon.

## Origine du nom
Aboutissant au niveau de la tour des Vents, elle porte le nom de «Οδός Αιóλου» soit « rue d'Éole », d'après le nom du dieu grec des vents.

## Historique
Historiquement, il s'agit de la première rue pavée d'Athènes.